# Eogeometer vadens
Eogeometer vadens — викопний вид метеликів з родини п'ядунів (Geometridae), що існував в еоцені (44 млн років тому). Описаний з гусениці, що знайдена у балтійському бурштині.

## Опис
Гусениця мала витягнуте циліндричне тіло завдовжки  близько п'яти міліметрів, покрите поперечними зморшками, але в цілому гладке. Діаметр голови приблизно в 1,5 раза більше діаметра тіла. Голова округла, обидві частини голови мають симетричний щодо поздовжньої осі темно-світлий плямистий візерунок.
У черевних сегментах A6 і A10 добре розвинені псевдоподії (один виступ A10 відламаний і збережений на деякій відстані від голови гусениці); в сегменті 5 черевної порожнини присутні тільки рудиментарні псевдоподії.